# Romance ruritano

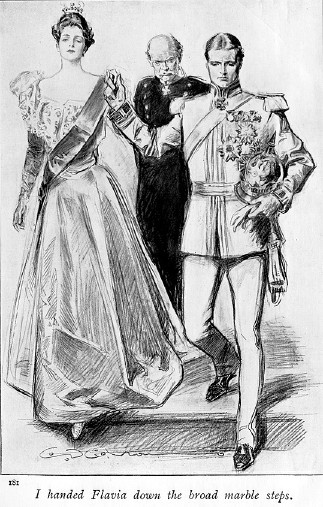
Frontispicio de El prisionero de Zenda de Anthony Hope.

El romance ruritano es un género de la literatura, el cine y el teatro que abarca novelas, cuentos, obras de teatro y películas, ambientadas todas en un país ficticio, generalmente ubicado en Europa central u oriental, tal como la "Ruritania" (de la novela El prisionero de Zenda) que le dio su nombre al género.
Estas historias son típicamente novelas de aventuras de capa y espada, cuentos de alto romance y de intriga, centrados en las clases dominantes, casi siempre la aristocracia y la realeza, si bien (por ejemplo) la novela de Winston Churchill Savrola, por lo demás un ejemplo típico del género, tiene que ver con una revolución para restaurar a un gobierno parlamentario en el país republicano de Laurania. En estas historias predominan los temas del honor, la lealtad y el amor, y las obras frecuentemente muestran la restauración de un gobierno legítimo tras un período de usurpación o de dictadura.

## Historia del género
Historias románticas acerca de la realeza ocurriendo en reinos ficticios eran ya comunes, como, por ejemplo, el Príncipe Otón (1885) de Robert Louis Stevenson. Fue, sin embargo, la enorme popularidad de El prisionero de Zenda (1894) de Anthony Hope lo que habría de marcar la pauta en este género, incluyendo a un apuesto protagonista que actúa como un señuelo político y que restaura al rey legítimo al trono del país de Ruritania, y que resultó en la inusitada aparición de ficción popular similar, como las novelas de Graustark de George Barr McCutcheon (1901–1927), El príncipe perdido (1915) de Frances Hodgson Burnett, El rey loco de Lutha de Edgar Rice Burroughs (1914) y otros homenajes. En la literatura infantil, la historieta de Las aventuras de Tintín en El cetro de Ottokar si bien evitó el uso del romance, es una aventura que gira sobre frustrar un complot para deponer al rey de Syldavia. El crítico literario John Sutherland afirma que Eric Ambler llevó el romance ruritano a "su punto más alto" con su novela de 1939 La máscara de Dimitrios.
El género ha sido motivo ampliamente de parodias y burlas. Arms and the Man (1894), de George Bernard Shaw, parodia muchos elementos.[cita requerida] En Have His Carcase de Dorothy Sayers (1932) la víctima del asesinato es un hombre engañado por sus asesinos gracias a su estúpida creencia en que era descendiente real, alimentada por leer de manera incansable romances ruritanos.[cita requerida] La película Duck Soup (1933) de los hermanos Marx se desarrolla en la tierra en bancarrota de Fridonia (o Libertonia). Oliver VII (1943) de Antal Szerb incluye al monarca de un estado ficticio de Europa central que urde un golpe de Estado contra sí mismo y luego escapa a Venecia a experimentar la vida de una persona común y corriente. En la sátira El ratón que rugió (1955), de Leonard Wibberley, el ducado de Grand Fenwick intenta evitar la bancarrota declarándole la guerra a los Estados Unidos como una estratagema para obtener ayuda estadounidense. En Pálido Fuego de Vladimir Nabokov (1962), el narrador principal tiene la ilusión de ser el rey en incógnito de una "distante tierra del norte" que escapó de manera romántica de una revolución respaldada por los soviéticos. En la comedia The Great Race (1965), el piloto de rally profesor Fate (interpretado por Jack Lemmon) es el doble del Príncipe Heredero del pequeño reino de Carpania.
La popularidad del género empezó a declinar después de las primeras décadas del siglo XX. Además de los cambios en el gusto literario, los elementos relacionados con la realeza de los romances ruritanos se hicieron cada vez menos plausibles ya que muchas monarquías europeas desaparecieron incluso de la memoria y se hizo aún menos probable que fueran restauradas.[cita requerida]
Muchos elementos del género han sido adoptados en mundos de fantasía, en particular los de fantasía de costumbres e historia alternativa. Por ejemplo, la escritora de ciencia ficción Andre Norton (Alice Mary Norton) alcanzó el éxito por primera vez con una novela ruritana de 1934, The Prince Commands. Si bien la Ruritania original era un país contemporáneo, la idea ha sido adaptada para su uso en la ficción histórica. Un subgénero de ésta es el romance histórico, como ocurre en Royal Seduction de Jennifer Blake y su secuela, Royal Passion, los dos libros ambientados en el siglo XIX y se centran respectivamente en el príncipe Rolfe (más tarde rey) y su hijo el príncipe Roderic, en el país balcánico ficticio de Rutenia.[cita requerida] (Rutenia es un de hecho un nombre geográfico genuino, que identifica un área del este de Europa ubicada ligeramente al norte de la península balcánica, en los Cárpatos, aunque no es un país independiente.)

## Otros escenarios ruritanos en la ficción
The Grand Budapest Hotel, una película de comedia de 2014 escrita y dirigida por Wes Anderson, transcurre en la ficticia nación de Zubrowka, un estado en los Alpes de Europa central que se tambalea a raíz del estallido de la guerra.
En su obra de 2015, Continental with Juice, James Dunford Wood crea un escenario en el que la Ruritania actual (descrita como una reciente exrepública soviética) se encuentra en bancarrota tras la crisis de la deuda europea. Cuando la canciller Merkel de Alemania rechaza su solicitud de préstamo, el país se ve obligado a considerar la posibilidad de resucitar la monarquía por medio de la dinastía Elpherg, extinta por largo tiempo, con el fin de atraer dólares con el turismo.
Las aventuras del doctor Eszterhazy de Avram Davidson están ambientadas en un desvencijado imperio balcánico ficticio que recuerda a Austria-Hungría, pero con características ruritanas.[cita requerida]
Ursula K. Le Guin ambientó una serie de cuentos y una novela en la tierra ficticia de "Orsinia" en Europa del Este, y la cual ha sido identificada como ruritana y naturalista a la vez.
La película animada El castillo de Cagliostro de Hayao Miyazaki transcurre en el país ficticio de Cagliostro, que se inspiró en la Riviera y Mónaco.
El Príncipe Estudiante, una opereta que ha sido también adaptada al cine varias veces, tiene como protagonista al heredero del reino ficticio de Karlsberg, quien es enviado a la Universidad de Heidelberg en donde se enamora de una camarera de bar. Su romance queda condenado al fracaso debido a sus responsabilidades reales, cuando se le llama a que asista a su abuelo moribundo, el rey. Después de ser coronado, el deber lo obliga a casarse con una princesa que trae una generosa dote.
La princesa de hojalata es una novela infantil de 1994 de Philip Pullman ambientada en el país ficticio de Razkavia en Europa central.